# Шивия (Чернышевский район)
Шивия — упразднённый блок-пост (тип населённого пункта) в Чернышевском районе Забайкальского края России. Входил в состав сельского поселения «Укурейское». Исключен из учётных данных в 2001 году.

## География
Блок-пост находится в южной части района, в лесостепной зоне, на правом берегу реки Куэнги, у остановочный пункт Шевья Забайкальской железной дороги, на расстоянии примерно 2 километров (по прямой) к западу от села Шивия-Наделяево.
Климат
Климат характеризуется как резко континентальный, с продолжительной холодной малоснежной зимой и коротким тёплым летом. Среднегодовая температура воздуха составляет −5,5 — −3 °С. Средняя многолетняя температура самого холодного месяца (января) составляет −28 — −34 °С (абсолютный минимум — −57 °С), температура самого тёплого (июля) — 17 — 19,5 °С (абсолютный максимум — 37 °С). Среднегодовое количество осадков — 350—400 мм. Продолжительность безморозного периода составляет в среднем 80 −95 дней.